# Comuna Petrici, Blagoevgrad
Comuna Petrici este o unitate administrativă în regiunea Blagoevgrad din Bulgaria. Cuprinde un număr de 55 localități. Reședința sa este orașul Petrici.

## Localități componente
Baskalți, 
Belasița, 
Bogorodița, 
Borovicene, 
Vișlene, 
Volno, 
Gabrene, 
Gega, 
Gheneral Todorov,
Gorcevo, 
Dolene, 
Dolna Krușița, 
Dolna Ribnița, 
Dolno Spancevo, 
Draguș, 
Drangovo, 
Drenovița, 
Drenovo, 
Zoicene, 
Ivanovo, 
Kavrakirovo, 
Kamena, 
Kapatovo, 
Kladenți, 
Kliuci, 
Kolarovo, 
Kromidovo, 
Krăndjilița, 
Kukurahțevo, 
Kulata, 
Kărnalovo, 
Marikostinovo, 
Marino Pole, 
Mendovo, 
Mitino, 
Mihnevo, 
Rupite, 
Novo Konomladi, 
Petrici, 
Pravo Bărdo, 
Părvomai, 
Ribnik, 
Răjdak, 
Samuilova Krepost, 
Samuilovo, 
Skrăt, 
Starcevo, 
Strumeșnița, 
Tonsko Dabe, 
Topolnița, 
Ciurilovo, 
Ciuriceni, 
Ciuciuligovo, 
Iavornița, 
Iakovo
* cu bold localitățile urbane 

## Demografie
Componența etnică a obștinei Petrici
     Romi (5,12%)
     Bulgari (85,79%)
     Nicio identificare (8,11%)
     Altele (1,21%)
La recensământul din 2011, populația comunei Petrici era de 54.006 locuitori. Din punct de vedere etnic, majoritatea locuitorilor (85,79%) erau bulgari, cu o minoritate de romi (5,12%). Pentru 8,11% din locuitori nu este cunoscută apartenența etnică.